# 施州
施州（ししゅう）は、中国にかつて存在した州。南北朝時代から明初にかけて、現在の湖北省恩施市一帯に設置された。

## 概要
574年（建徳3年）、北周により施州が置かれた。
隋初には、施州は1郡2県を管轄した。605年（大業元年）、施州は廃止され、管轄県は亭州に統合された。
618年（武徳元年）、唐により清江郡清江県に施州が置かれた。742年（天宝元年）、施州は清化郡と改称された。758年（乾元元年）、清化郡は施州の称にもどされた。施州は江南西道に属し、清江・建始の2県を管轄した。
宋のとき、施州は夔州路に属し、清江・建始の2県と広積監を管轄した。
元のとき、施州は夔州路に属し、建始県1県を管轄した。
1381年（洪武14年）、明により施州は施州衛と改められた。
1728年（雍正6年）、清により施州衛は廃止され、恩施県と改められた。